# Pilis, Ungaria
Pilis  este un oraș în districtul Monor, județul Pesta, Ungaria, având o populație de 11.442 de locuitori (2011). 

## Demografie
Componența etnică a orașului Pilis
     Maghiari (92,62%)
     Romi (3,29%)
     Slovaci (1,41%)
     Români (1,12%)
     Necunoscut (0,75%)
     Alții (0,81%)
Componența confesională a orașului Pilis
     Luterani (27,91%)
     Romano-catolici (17,98%)
     Fără religie (14,35%)
     Reformați (8,64%)
     Atei (1,24%)
     Necunoscută (29,07%)
     Greco-catolici (0,8%)
     Alte religii (3,43%)
Conform recensământului din 2011, orașul Pilis avea 11.442 de locuitori. Din punct de vedere etnic, majoritatea locuitorilor (92,62%) erau maghiari, existând și minorități de romi (3,29%), slovaci (1,41%) și români (1,12%). Apartenența etnică nu este cunoscută în cazul a 0,75% din locuitori. Nu există o religie majoritară, locuitorii fiind luterani (27,91%), romano-catolici (17,98%), persoane fără religie (14,35%), reformați (8,64%) și atei (1,24%). Pentru 29,07% din locuitori nu este cunoscută apartenența confesională.